# Бадов, Владимир Фёдорович
Владимир Фёдорович Бадов (укр. Володимир Федорович Бадов; 11 июля 1952, Орджоникидзе, Днепропетровская область — 27 июля 1995, Кривой Рог, Днепропетровская область) — советский и украинский государственный деятель, депутат Верховного Совета УССР XII созыва (1990—1994).

## Биография
Родился 11 июля 1952 года в городе Орджоникидзе Днепропетровской области в семье рабочих.
В 1971 году окончил Никопольский металлургический техникум по специальности техник-металлург.
В 1971—1974 годах работал плавильщиком Зестафонского завода ферросплавов.
С 1971 года проходил службу в рядах Советской армии.
В 1974—1995 годах — горновой доменной печи № 9 доменного цеха № 2 металлургического комбината «Криворожсталь» имени В. И. Ленина.
Член КПСС с 1976 года. Депутат Криворожского городского совета.
В 1990 году был выдвинут кандидатом в народные депутаты Украины трудовым коллективом Криворожской городской больницы № 2.
18 марта 1990 года был избран депутатом Верховного Совета УССР XII созыва от Криворожского городского избирательного округа № 92. Входил в группу «Промышленники». Член комиссии Верховной рады Украины по вопросам социальной политики и труда.
Умер 27 июля 1995 года в Кривом Роге.

## Награды
- Орден Октябрьской Революции;
- Орден Дружбы народов.